# 重庆科技馆
29°34′17″N 106°34′44″E / 29.571493°N 106.578766°E

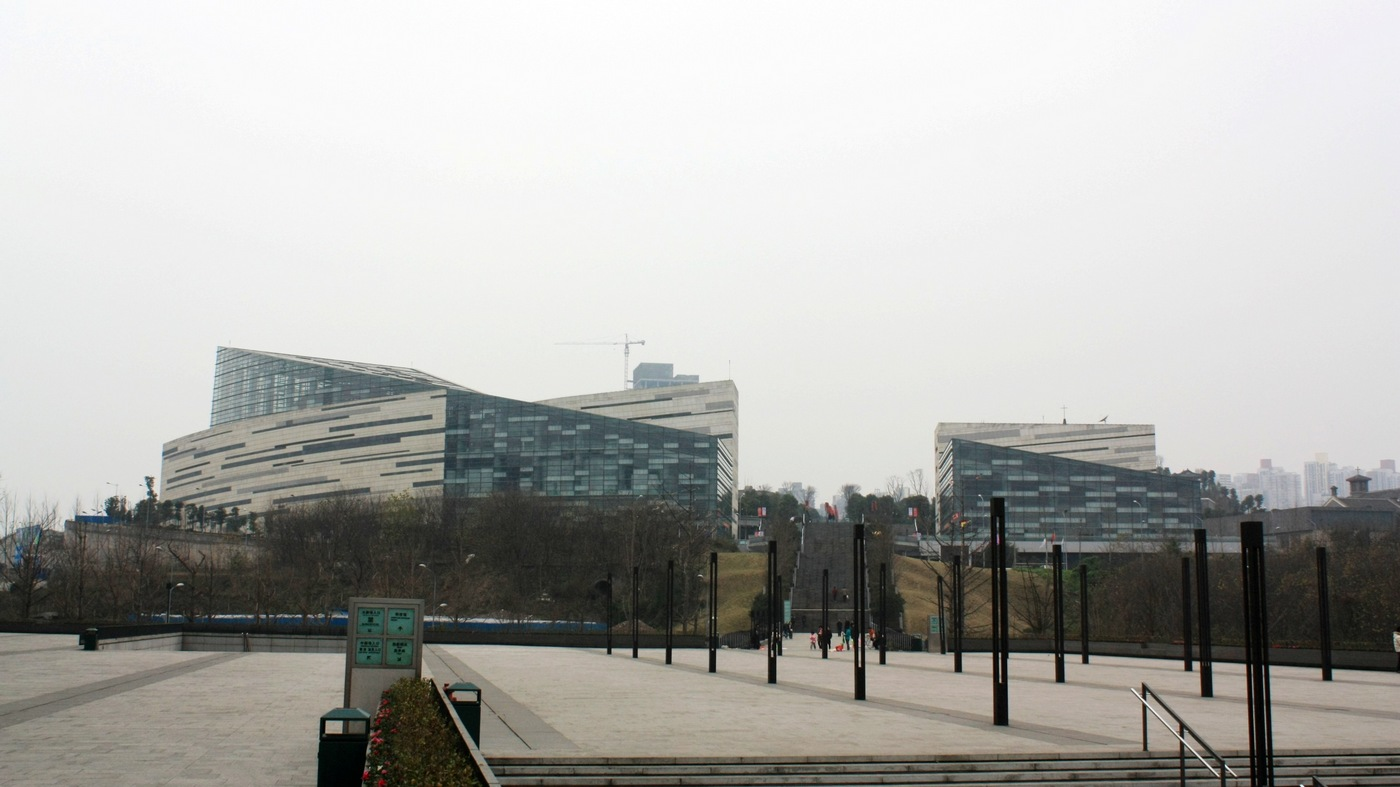

重庆科技馆位于江北嘴中央商务区核心区，与重庆大剧院毗邻。

## 历史
重慶科技館為重慶市政府決定的十大社會文化事業基礎設工程之一，於2009年9月9日完工開館。佔地面積37畝，總投資額5.67億元建造。一共分为A、B两馆。环境优美，科技馆与朝天门隔江相望，周围有新落成的江北城中央公园。